# Cyrtopodion potoharense
Espèce
Synonymes
- Cyrtopodion potoharensis Khan, 2001

Statut de conservation UICN

 LC  : Préoccupation mineure
Cyrtopodion potoharense est une espèce de geckos de la famille des Gekkonidae.

## Répartition
Cette espèce est endémique du Pendjab au Pakistan.

## Étymologie
Son nom d'espèce, composé de potohar et du suffixe latin -ense, « qui vit dans, qui habite », lui a été donné en référence au lieu de sa découverte, le plateau Pothohar.

## Publication originale
- Khan, 2001 : Taxonomic notes on angular-toed Gekkota of Pakistan, with description of a new species of genus Cyrtopodion. Pakistan Journal of Zoology, vol. 31, n. 1, p. 13-24.